# Селебрейшен (Флорида)
Селебрейшен (англ. Celebration) — переписна місцевість (CDP) в США, в окрузі Осіола штату Флорида. Населення — 11 178 осіб (2020).

## Географія
Селебрейшен розташований за координатами 28°18′32″ пн. ш. 81°32′57″ зх. д. / 28.30889° пн. ш. 81.54917° зх. д. (28.308850, -81.549091). За даними Бюро перепису населення США в 2010 році переписна місцевість мала площу 27,33 км², з яких 27,29 км² — суходіл та 0,05 км² — водойми.

## Демографія
Згідно з переписом 2010 року, у переписній місцевості мешкало 7427 осіб у 2848 домогосподарствах у складі 2035 родин. Густота населення становила 272 особи/км². Було 4086 помешкань (149/км²).
Расовий склад населення:
| - 91,0 % — білих - 3,2 % — азіатів - 1,5 % — чорних або афроамериканців - 0,2 % — корінних американців - 1,7 % — осіб інших рас |

До двох чи більше рас належало 2,2 %. Частка іспаномовних становила 11,2 % від усіх жителів.
За віковим діапазоном населення розподілялося таким чином: 25,6 % — особи молодші 18 років, 65,2 % — особи у віці 18—64 років, 9,2 % — особи у віці 65 років та старші. Медіана віку мешканця становила 39,3 року. На 100 осіб жіночої статі у переписній місцевості припадало 90,9 чоловіків; на 100 жінок у віці від 18 років та старших — 90,1 чоловіків також старших 18 років.
Середній дохід на одне домашнє господарство становив 123 656 доларів США (медіана — 81 699), а середній дохід на одну сім'ю — 132 102 долари (медіана — 94 583). За межею бідності перебувало 7,4 % осіб, у тому числі 13,3 % дітей у віці до 18 років та 1,1 % осіб у віці 65 років та старших.
Цивільне працевлаштоване населення становило 3526 осіб. Основні галузі зайнятості: мистецтво, розваги та відпочинок — 29,0 %, освіта, охорона здоров'я та соціальна допомога — 18,1 %, науковці, спеціалісти, менеджери — 17,7 %.